# Anuropus panteni
Anuropus panteni is een pissebed uit de familie Anuropidae. De wetenschappelijke naam van de soort is voor het eerst geldig gepubliceerd in 2002 door Brandt & Retzlaff.